# José Manuel Martínez Quiroz
José Manuel Martínez Quiroz (Valledupar 1938 - Sibaté, 29 de septiembre de 1978) fue un abogado y guerrillero colombiano.
Cofundador del Ejército de Liberación Nacional (ELN).

## Biografía
Abogado egresado de la Universidad Nacional de Colombia. Fue cercano a Camilo Torres y a los dirigentes estudiantiles y miembros del ELN Julio César Cortés y Hermías Ruíz, con quienes recorrió el país difundiendo las tesis del Frente Unido del Pueblo. Se reunió con Mao Tse Tung y con Fidel Castro. Fue detenido en 1968.
Se unió a las filas guerrilleras en 1972, luego de pasar tres años en la Cárcel La Picota de Bogotá, Luego fue herido y detenido en la Operación Anorí en 1973, había sido procesado por rebelión, pero fue dejado en libertad en 1975 luego de cumplir la pena. Se dedicaría a organizar las redes urbanas del ELN.

## Asesinato
El 25 de septiembre de 1978 fue retenido en Bogotá por miembros de la Alianza Americana Anticomunista, estructura paramilitar fundada y dirigida por la comandancia del Batallón Charry Solano. Fue secuestrado, torturado y asesinado, su cuerpo apareció en Sibaté el 29 de septiembre. De su muerte se sindica a los organismos secretos del Estado.

## Menciones
Uno de los Frentes del ELN lleva su nombre.